# Wijnand
Wijnand is een Germaanse voornaam met als betekenis "dapper in de strijd".

## Verklaring
Wîh-, "strijd"; nanths (Gotisch), "dapper". De betekenis is ook terug te vinden in het Middelnederlandse woord voor held: wigant.
De plaatsnaam Wijnandsrade (Limburg) is genoemd naar Wijnant van den Bongart, heer van het dorp.
Mogelijk is de naam Fijnandus (w > v > f) een afgeleide van Wijnand.
- Wijnand
- Wijnand Duijvendak
- Wijnand Duivendak
- Wijnand Duyvendak
- Wijnand Geraeds
- Wijnand Geraedts
- Wijnand Goelens
- Wijnand Hacfort
- Wijnand Hackfort
- Wijnand Heineken
- Wijnand Jongen
- Wijnand Langeraar
- Wijnand Maschereel van Rode
- Wijnand Nicolaas Clermont
- Wijnand Nuijen
- Wijnand Otto Jan Nieuwenkamp
- Wijnand Sengers
- Wijnand Speelman
- Wijnand Stomp
- Wijnand Zeeuw
- Wijnand Zijlmans
- Wijnand Zondag
- Wijnand jongen
- Wijnand van Assenraad
- Wijnand van Klaveren
- Wijnand van der Sanden
- Wijnandia
- Wijnands
- Wijnandshof
- Wijnandsrade
- Wijnandsrade (motte)
- Wijnandus Antonius Maria Visser
- Wijnandus Henricus Franciscus Wilhelmus Wijnen
- Wijnandus Johannes Hermanus van der Waarden